# Дессе, Жозеф Мари
Жозеф Мари Дессе (фр. Joseph Marie Dessaix; 1764—1834) — французский военный деятель, дивизионный генерал (1809 год), граф (1810 год), участник революционных и наполеоновских войн. Имя генерала выбито на Триумфальной арке в Париже.

## Биография

### Революционная деятельность в Савойе. Формирование Легиона Аллоброгов
Родился в семье провинциального лекаря Шарля Дессе (фр. Charles Eugène Joseph Dessaix; 1739—1819) и его супруги Мари Фавра (фр. Marie Philippine Favrat; 1710—). Его младший брат Франсуа (фр. François Amédée Lubin Dessaix; 1767—1837) дослужился до командира батальона, и был адъютантом брата с 1803 по 1813 годы.
Дессе был женат на Анне Вирья (фр. Anne Marguerite Viriat), от которой имел дочерей Жозефину (фр. Joséphine Michelle Constance Dessaix; 1789—1815) и Каролину (фр. Caroline Marie Elisabeth Dessaix; 1793—).
Повзрослев, он решил пойти по отцовским стопам и связать свою жизнь с медициной. В 1789 году, после успешного окончания Туринского университета, Дессе, в поисках достойного заработка, приехал в Париж. Чрезвычайно популярные в то время идеи общественного договора, свободы и равноправия настолько глубоко запали в душу юному Жозефу, что он, оставив мысль о врачебной практике, 12 июля 1789 года вступил в Национальную гвардию Парижа. В 1791 годы Дессе вернулся в родной Тонон, где безуспешно пытался поднять народное восстание и силой оружия присоединить входившую в состав Сардинского королевства Савойю к Франции. После неудачного штурма городской тюрьмы Тонона 7 июня 1791 года, предпринятого с целью освобождения юноши, который был схвачен полицией за то, что публично распевал «Ça ira», Дессе и его единомышленники через Швейцарию бежали в Париж. Там в 1792 году Жозеф организовал «Клуб иностранных патриотов». 31 июля 1792 года подал на рассмотрение Законодательного собрания проект формирования военного корпуса из волонтёров альпийских регионов, образованного 1 августа 1792 года под названием «Легион Аллоброгов», состоявший из савойских революционеров-изгнанников, полных решимости продолжать борьбу. Активное участие в подготовке французского вторжения в Сардинское королевство принесло Дессе 7 августа 1792 года звание капитана. Участвовал в штурме Тюильри 10 августа. Несмотря на опасности, которые могут возникнуть при защите швейцарской гвардии, объекта народного гнева, ему удается спасти довольно большое количество из них, которые из благодарности просят включить их в его роту. 13 августа Дессе стал командиром батальона. В Гренобле Легион был окончательно сформирован и 22 сентября включён в состав армии генерала Монтескью, которая в сентябре начала поход на Савойю. Менее чем через месяц «аллоброги» без боя взяли Тонон. Ликующие толпы горожан приветствовали их как освободителей. В середине октября 1792 года вместе с генералом Монтескью организовал в Тононе Патриотический праздник и посадил Дерево Свободы.
Зиму 1792-93 годов провёл в Рюмийи. 28 июня 1793 года выступил из Савойи и присоединился к Южной армии. Дессе участвовал в походе на мятежный Марсель под началом Карто. 13 июля участвовал в разгроме роялистов в Пон-Сент-Эспри. 25 июля с революционной армией вошёл в Авиньон. 9 августа сражался при Кадне. 17 августа Жозефа повысили до полковника. 21 августа отличился в бою при Септеме. 25 августа участвовал во взятии Марселя. С 18 сентября 1793 года участвовал в осаде Тулона. 21 сентября отличился при штурме высот Ла-Сен и был тяжело ранен пулей в грудь. Представители народа при армии Баррас, Фрерон, Робеспьер-младший и Саличети хотели сделать его бригадным генералом, но скромный Дессе отказался от этой вполне заслуженной награды.
После паденияия Тулона 18 декабря, Дессе возвратился в Марсель и 19 апреля 1794 года был зачислен в состав Армии Восточных Пиренеев генерала Дюгомье. Весь 1794 год Легион провёл в боях на границе Франции и Испании. 27 апреля сражался при Омсе, 1 мая при Булу. «Аллоброги» проявили исключительную храбрость в бою 2 мая, где имея 1500 человек, отразили атаки 8000 испанцев, которым нанесли большие потери. 6 мая дрался при Сен-Лоран де ля Муга. С 16 июня принимал участие в экспедиции в Каталонию и Сердань. 26 июня сражался при Бельвере, где захватил более 700 пленных, в том числе испанского полковника. Зиму 1794—1795 годов квартировался в долине Аран в составе 5-й дивизии генерала Шарле. В июле 1795 года Дессе был направлен в Тулузу. 7 ноября 1795 года его легион был переформирован в 4-ю бис-полубригаду лёгкой пехоты.

### Кампании в Италии (1795—1797 гг.)
В связи с прекращением военных действий на Пиренеях в конце 1795 года, Легион был переведён в Итальянскую армию. 23-24 ноября 1795 года сражался при Лоано. В декабре 1795 года, во время атаки на редут Дзиоветти у местечка Сен-Жан-ан-Пьемонт, Дессе получил штыковую рану в голову. Легионеры, увидев истекающего кровью командира, захотели немедленно расстрелять пленённых австрийцев, которые защищали редут, но их раненый полковник не дал им совершить это преступление.
В 1796 году участвовал в Итальянской кампании генерала Бонапарта. 12 апреля сражался при Монтенотте и 14 апреля при Миллезимо. 20 мая 1796 года 4-я бис-полубригада стала 27-й полубригадой лёгкой пехоты. Командуя 27-й полубригадой, Дессе. В составе дивизии Ожеро сражался при Лоди. 29 июля был ранен у Сало. 30 июля во главе своей полубригады ворвался в этот городок, захватил 2 вражеских орудия, 2 знамени и 200 австрийских солдат. Затем они преследовали отступающие части противника и отбили пленённого ранее генерала Гиё и ещё 300 французов. Победный марш савойцев по Италии вскоре продолжился. 6 августа они заняли селение Рокка д’Анфо, а 10-го вошли в Стору, 18-го — в Риву. 4 сентября был вновь ранен при атаке на форт Мори. 5 сентября, рискуя жизнью, провёл рекогносцировку вражеских позиций в районе Лависа на реке Адидже. Дессе был окружён австрийскими уланами, которые потребовали от него сдаться, но Жозеф выхватил саблю и ответил: «Напротив, это вы мои пленники и если немедленно не спешитесь, я всех вас расстреляю». В завязавшейся схватке получил сабельный удар в правую ногу, но спасся благодаря своевременному прибытию своего эскорта. 8 сентября савойцы отобрали у противника посёлок Сан-Микеле. 17 ноября, исполняя приказ генерала Вобуа, Дессе и его солдаты до последнего удерживали позиции на плато Риволи. В ходе битвы его подразделение было окружено превосходящими силами противника и уничтожено, а сам израненный Дессе был захвачен австрийскими солдатами и отправлен в Коморн в Венгрии, где семь месяцев находился в плену.

### Депутат и гарнизонная служба (1799—1803 гг.)
Вернувшись во Францию, он с головой окунулся в политику. 12 апреля 1798 года его избрали в Совет Пятисот, делегатом от департамента Монблан. Дессе участвовал в работе Военной комиссии и Комиссии рынков, активно сотрудничал с «Газетой свободных людей». 16 августа 1799 года голосовал за оказание финансовой помощи в размере 100 000 франков пьемонтским патриотам, изгнанным во время австро-русского вторжения. 23 сентября 1793 года выступил с предложением поместить в Зале собраний полотно живописца Эннекена «Триумф французского народа 10 августа». 26 октября 1799 года был назначен докладчиком по петициям вдов жирондистов. Дессе будучи ярым республиканцем не поддержал переворот 18 брюмера. 10 ноября 1799 года Жозеф был освобождён от депутатских полномочий с приказом возвратиться к командованию 27-й лёгкой полубригадой в Швейцарии. В 1800 году его полубригаду перевели нести гарнизонную службу сначала в Голландию, а затем в Германию. Его солдаты квартировали в Немегене, Берг-оп-Зооме, Роттердаме, Гааге, Бреде, Дюссельдорфе, Франкфурте, и Ашаффенбурге.

### Бригадный генерал (1803—1809 гг.)
29 августа 1803 года Наполеон произвёл Дессе в бригадные генералы, и зачислил в Армию Ганновера. Выполнял функции коменданта Люнебурга и Лауэнбурга. С 30 октября 1804 года командовал бригадой в пехотной дивизии Буде в Утрехте. С 29 августа 1805 года его дивизия действовала в составе 2-го армейского корпуса генерала Мармона Великой Aрмии. В ходе Австрийской кампании 1805 года ему представилась возможность отличиться лишь при взятии Ульма.
16 июля 1806 года переведён в Итальянскую армию с назначением в состав пехотной дивизии генерала Бруссье. Участвовал в кампании 1809 года под началом вице-короля Италии Богарне. 10 апреля Дессе получил приказ от генерала Бруссье покинуть свой штаб в Сан-Стефано и отправиться в Оспиталетто. 11 апреля его бригада, состоящая из 4-х батальонов 9-го и 2-х 84-го линейных полков, была атакована при Винцоне. Дессе в течение всего дня сдерживал наступление превосходящих сил. В 5 часов вечера Жозеф получил пулевое ранение в голову. Вернувшись в строй, он проходил между французскими и австрийскими стрелками, когда получил ещё один удар в нижнюю челюсть рикошетной пулей, вызвавший очень болезненную контузию. Эти раны вынудили его отступить, однако он принял все необходимые меры для осуществления отхода только после наступления темноты, что не позволило неприятелю преследовать французов.
Раны Дессе начали заживать, когда 7 мая его назначили командовать авангардом Итальянской армии, в составе 48 рот вольтижёров, взятых из всех дивизий и разделённых на два временных полка под командованием полковника Нагля и майора Вотре (оба из 84-го линейного), 9-й конно-егерского полка под командованием полковника Делакруа, адъютанта вице-короля и 6 орудий. Люди Дессе отличились при переходе через Пьяве 8 мая, где героически удерживали плацдарм против превосходящих сил неприятеля. 10 мая авангард вошёл в Порденоне, выбив из него австрийцев. 11 мая рано утром переправился через брод Тальяменто. 12 мая авангард подошёл к крепости Осопо, снял блокаду с этого места и пополнил запасы патронов и хлеба на четыре дня. 15 мая атаковал противника перед Мальборгетто и быстро оттеснил его в эту деревню.
20 мая авангард был расформирован и Дессе присоединился к дивизии генерала Дюрютта. 14 июня героически сражался при Раабе. Битва при Ваграме стала апогеем военной карьеры Дессе. В бою Жозеф, проявляя чудеса храбрости, был ранен картечью в левое бедро у Эберсдорфа 5 июля. Ночью 7 июля Дессе едва не сгорел заживо: сильный пожар превратил в пепел деревню Хамсен, занятую его бригадой. Огонь был настолько стремительным, что часовой, охранявший генеральский дом, ещё ничего не заметил, когда капитан Аллуар, адъютант Жозефа, побежал будить своего генерала.

### Дивизионный генерал (1809—1811 гг.)
Доблестное поведение в кампании не осталось незамеченным. Император Наполеон, беседуя с ним за обедом в Вене, через несколько дней после окончания сражения, назвал Дессе «Неустрашимым» и присвоил ему 9 июля звание дивизионного генерала.
30 июля 1809 года Дессе возглавил 2-ю пехотную дивизиу 4-го корпуса Армии Германии. 30 января 1810 года дивизия была переведена в Армию Брабанта под начало маршала Удино. Дивизия принимала участие в оккупации Голландии. С 1 мая 1810 года Жозеф исполнял обязанности коменданта Амстердама. 1 января 1811 года Дессе оставил дивизию. В 1811 году был назначен выборщиком от французского департамента Леман.

### Кампании 1811—1814 гг.
13 февраля 1811 года возглавил новую 4-ю пехотную дивизию, которая 1 апреля 1812 года вошла в состав 1-го армейского корпуса маршала Даву. 24 июня дивизия перешла Неман у Понемуня. Дессе полностью оправдывал прозвище, данное ему Наполеоном: он бесстрашно сражался 22 июля под Могилёвом (у Салтановки), где был ранен. 17 августа при штурме предместий Смоленска 4-я дивизия оставалась в резерве. 6 сентября части дивизии переправилась на правый берег Колочь к Шевардино и в 5 часов утра 7 сентября заняли позицию позади 5-й пехотной дивизии, примыкая правым флангом к Утицкому лесу, а левым — к Шевардинскому редуту. В битве при Бородино его солдаты из 85-го и 108-го линейных полков отразили атаку pуcской 2-й кирасирской дивизии. Во время атаки картечная пуля раздробила правое предплечье Дессе, и он был вынужден покинуть поле боя, передав командование генералу Фридериксу.
Вернуться в строй он смог лишь через месяц и сразу же был направлен на более спокойный пост коменданта Берлина, который занимал с 8 октября 1812 по 20 февраля 1813 года, но вследствие болезни вынужден был передать полномочия бригадному генералу Барде. С 4 января 1814 года командовал Национальной гвардией департамента Монблан, и успешно оборонял территорию от австрийских войск фельдмаршал-лейтенанта графа Бубны фон Литтица. 19 февраля вынудил союзников эвакуировать Шамбери, занял Эшель, Монмейан и двинулся на Женеву, когда получил известие об отречении Императора.

### Возвращение Бурбонов. Отставка
После первого отречения Наполеона ему удалось сохранить звание и избежать мщения со стороны роялистов. Присоединился к Императору в период «Ста дней». 12 марта 1815 года был назначен командующим 19-го военного округа в Лионе. 26 марта присоединился к 6-му Альпийскому наблюдательному корпусу в Шамбери. 16 апреля возглавил 23-ю пехотную дивизию Альпийской армии маршала Сюше. 28 июня заключил перемирие. С 30 июня по 12 июля прикрывал отступление к Лиону.
Он покинул Францию в 1816 году и удалился сначала в Швейцарию, затем в Пьемонт. В мае 1816 года Дессе был арестован и приговорён к четырём месяцам лишения свободы в крепости Фенестрель. Он покинул его только в сентябре по приказу короля Сардинии. Он удалился в Ферне-Вольтер, где его брат занимался адвокатской практикой.
В 1821 году пьемонтцы, поднявшие восстание против Австрии, предлагали Дессе стать их идейным лидером, но он отказался, сославшись на слабое здоровье. Он приветствовал Июльскую революцию 1830 года и 12 ноября получил должность командующего Лионской национальной гвардией. Он занимал этот пост до своей кончины 26 октября 1834 года. «Савойского Баярда», как называли Дессе солдаты, не стало. Отважный воин и превосходный командир, он был одним из наиболее ярких генералов наполеоновской армии.

## Воинские звания
- Капитан (7 августа 1792 года);
- Командир батальона (13 августа 1792 года);
- Полковник (17 августа 1793 года);
- Бригадный генерал (29 августа 1803 года);
- Дивизионный генерал (9 июля 1809 года).

## Титулы
- Граф Дессе и Империи (фр. comte Dessaix et de l'Empire; декрет от 15 августа 1809 года, патент подтверждён 11 июля 1810 года в Рамбуйе)[3][4].

## Награды
Легионер ордена Почётного легиона (11 декабря 1803 года)
 Командан ордена Почётного легиона (14 июня 1804 года)
 Великий офицер ордена Почётного легиона (30 июня 1811 года)
 Кавалер военного ордена Святого Людовика (27 июня 1814 года)